# Princeton (Indiana)
Princeton és una població dels Estats Units a l'estat d'Indiana. Segons el cens del 2000 tenia 8.175 habitants.

## Demografia
Segons el cens del 2000, Princeton tenia 8.175 habitants, 3.451 habitatges, i 2.146 famílies. La densitat de població era de 648,8 habitants/km².
Dels 3.451 habitatges en un 28,9% hi vivien nens de menys de 18 anys, en un 44,1% hi vivien parelles casades, en un 13,8% dones solteres, i en un 37,8% no eren unitats familiars. En el 33% dels habitatges hi vivien persones soles el 15,9% de les quals corresponia a persones de 65 anys o més que vivien soles. El nombre mitjà de persones vivint en cada habitatge era de 2,28 i el nombre mitjà de persones que vivien en cada família era de 2,88.
Per edats la població es repartia de la següent manera: un 24,1% tenia menys de 18 anys, un 8,8% entre 18 i 24, un 27,4% entre 25 i 44, un 20,6% de 45 a 60 i un 19,1% 65 anys o més.
L'edat mediana era de 38 anys. Per cada 100 dones de 18 o més anys hi havia 83 homes.
La renda mediana per habitatge era de 26.689$ i la renda mediana per família de 37.308$. Els homes tenien una renda mediana de 28.076$ mentre que les dones 19.825$. La renda per capita de la població era de 15.049$. Entorn del 15% de les famílies i el 15,8% de la població estaven per davall del llindar de pobresa.

## Poblacions més properes
El següent diagrama mostra les poblacions més properes.